# Franz Schreker

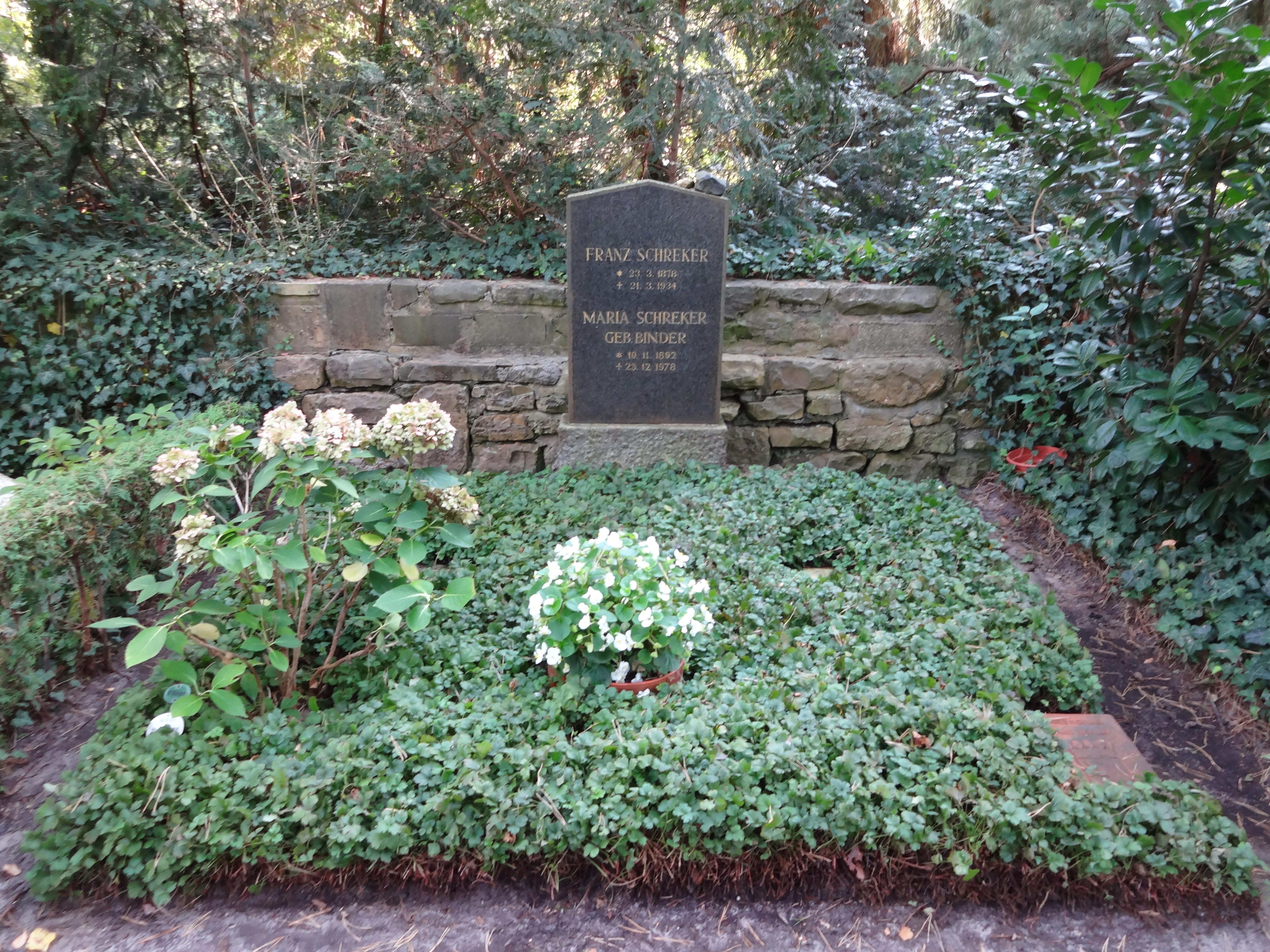
Feleségével közös síremléke

Franz Schreker; eredetileg Schrecker (Monaco, 1878. március 23. – Berlin, 1934. március 21.) osztrák zeneszerző, karmester, librettista. Kora egyik legtöbbet játszott operakomponistája.

## Életpályája
Bécsben tanult zeneszerzést Robert Fuchsnál és Hermann Graedenernél, valamint hegedűt Sigismund Bachrichnál és Josef Rosénál. 1911-ben megalapította a Philharmonischer Chort. Ettől az évtől kezdve 1920-ig a bécsi Zeneakadémia igazgatója, 1920-tól 1932-ig a berlini zenei főiskola igazgatója volt. 1932-1933-ban a berlini Porosz Művészeti Akadémia mesteriskoláját vezette. 1933-ban sztrókot kapott, amit nem sokkal élt túl.

## Művei
- 1. szimfónia
- operák
- zenekari művek